# August Esenwein
August Carl Esenwein (* 7. November 1856 in Weinsberg, Königreich Württemberg; † 29. Juni 1926 in Buffalo, New York) war ein deutsch-amerikanischer Architekt.

## Leben

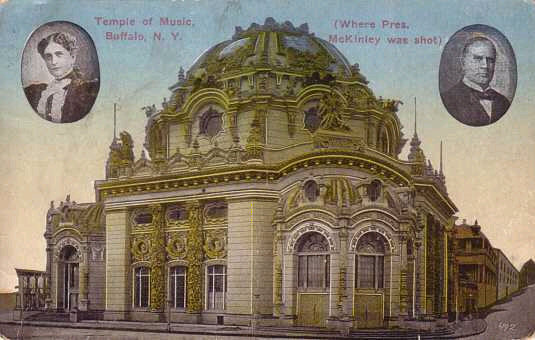
Temple of Music, Buffalo

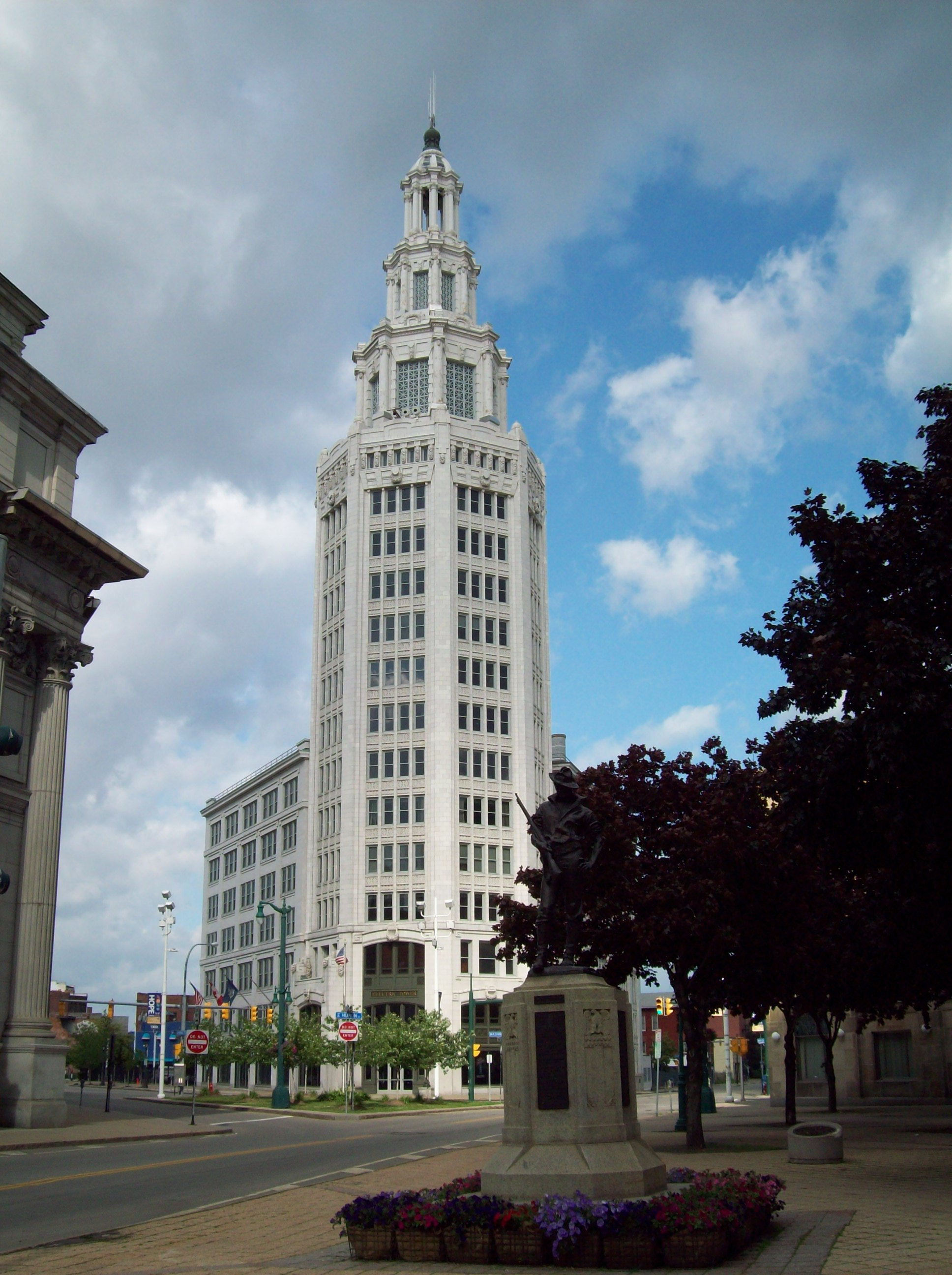
General Electric Tower, Buffalo

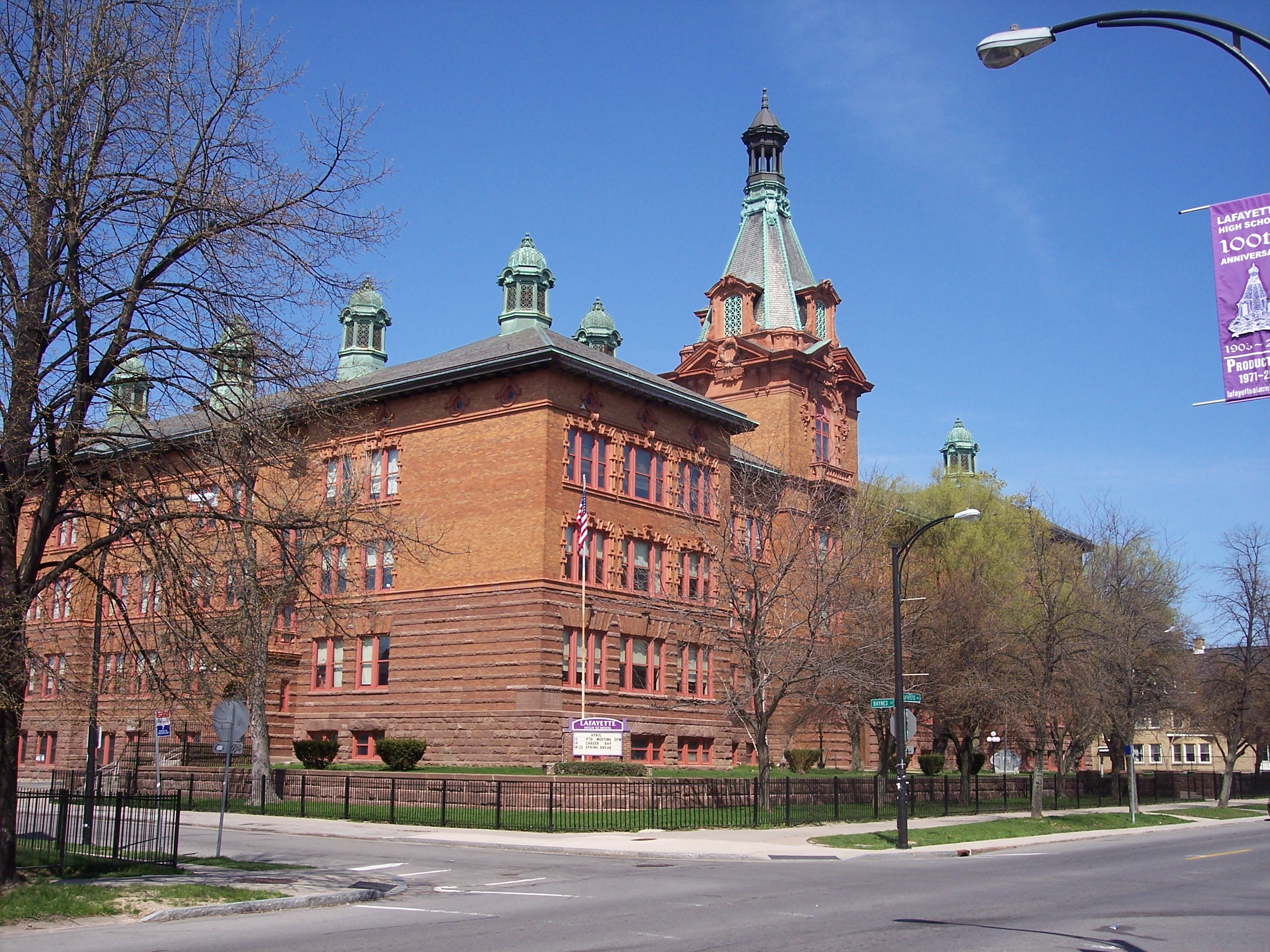
Lafayette High School, Buffalo

In Württemberg geboren kam August Esenwein im Alter von fünf Jahren mit seinen Eltern Carl August Esenwein und Johanna Carolina (geb. Glessing) nach Amerika. 1871 kehrte die Familie nach Deutschland zurück Nach dem Besuch des Gymnasiums in Stuttgart begann er 1874 das Studium der Ingenieurwissenschaften und Architektur am Polytechnikum Stuttgart. 1876 wurde er dort Mitglied des Corps Stauffia.  Während des Studiums, das er 1879 abschloss, leistete er als Einjährig-Freiwilliger den deutschen Militärdienst. Anschließend arbeitete er für ein Jahr als Bauzeichner in einem Pariser Architekturbüro.  
1880 emigrierte er in die Vereinigten Staaten, wo er in Buffalo eine erste Anstellung als Bauzeichner annahm. Anschließend arbeitete für zwei Jahre im Ingenieurbüro der Delaware Western Railroad. Noch als Mitarbeiter dieser Bahngesellschaft gewann er 1882 den ersten Preis für einen Entwurf der ersten Musikhalle von Buffalo. Mit der Übernahme der Bauüberwachung verließ er die Bahngesellschaft und ließ sich als selbständiger Architekt in Buffalo nieder.
1897 gründete Esenwein mit James Addison Johnson die Architektengemeinschaft Esenwein & Johnson, die bis zu seinem Tod Bestand hatte. Er war Mitglied des Pan-American Board of Architects. Als sein Nachfolger trat Frank B. Kelly in die Partnerschaft ein.
August Esenwein war seit Mai 1892 mit Katherine Helen Haberstro (1871–1925) verheiratet. Aus der Ehe ging ein Sohn, August Carl (* 1906), hervor. Er fand auf dem Forest Lawn Friedhof seine letzte Ruhe.

## Bauwerke

### Als selbständiger Architekt
- Buffalo Music Hall, 1882 (1885 durch Feuer zerstört)

### In der ArchitektengemeinschaftEsenwein & Johnson
- Temple of Music, Buffalo, New York (Ort des Attentats auf US-Präsident William McKinley), 1901
- Lafayette High School, Buffalo, New York, 1903
- Bancroft Hotel, Worcester, Massachusetts, 1912
- General Electric Tower, auch bekannt als Niagara-Mohawk Building und Electric Tower, Buffalo, New York, 1912
- Administration Building, Buffalo, New York
- Alt Nurnberg, Buffalo, New York
- Brick Art Gallery, Buffalo, New York